# Adi Caieh
Adi Caieh o Addì Caièh (in tigrino ዓዲ ቐይሕ; in arabo عدي قيح) è una città dell'Eritrea, situata nella Regione del Sud. Il nome della città significa villaggio rosso.
Forme alternative del nome traslitterato: Adi Caie, Adi Ciah, Adi Keih, Adi Keyh, Adi Keyih, Adi Kaie, Addi Qeyh, Addi Keyh.